# Раднички (Ниш)
«Раднички» (Ніш) (серб. Фудбалски клуб Раднички Ниш) — сербський футбольний клуб із міста Ниш, заснований 1923 року.
Перші два роки команда грала лише товариські ігри і тільки з 1925 року почала грати офіційні. В 1962 році вперше в своїй історії «Раднічкі» (Ніш) вийшли до Югославської Першої Ліги.

## Досягнення
Перша ліга Югославії:
- Бронзовий призер (2): 1980, 1981

Балканський кубок:
- Володар (1): 1975

Кубок УЄФА:
- Півфіналіст (1): 1981/82